# Фарнаджом
Фарнаджом (ფარნაჯომი) — четвёртый царь Иберии (109—90 до н. э.) из династии Фарнавазидов, которого упоминают средневековые грузинские летописцы. Считается, что он наследовал своему отцу Мириану в 109 году до н. э. По реконструкции Г. А. Меликишвили, он был современником царя Великой Армении Арташеса I и правил в первой половине II века до н. э.
Фарнаджом запомнился своей приверженностью культу божества Задени и строительством храма в его честь. Его религиозные реформы вызвали восстание, в ходе которого Фарнаджом погиб, а корона перешла к его зятю Аршаку I — сыну царя Великой Армении. Его сын Мирван, воспитанный при парфянском дворе, вернул себе престол через 60 лет после гибели отца.